# Philip Alderslade
Philip Norman Alderslade (* 24. November 1943 in Edmonton, UK) ist ein britischer Weichkorallentaxonom. 1995 machte er seinen PhD an der James Cook University.
Alderslade arbeitete als Forschungsassistent in der Zoologie-Abteilung der University of Queensland, danach nahm er von 1974 bis 1981 eine Stellung als Meeresbiologe am Roche Research Institute of Marine Pharmacology, in Sydney an. Seit 1981 ist er der Kurator für Nesseltiere am Museum and Art Gallery of the Northern Territory in Darwin.
Er beschäftigt sich vor allem mit der Systematik der Octocorallia und hat zusammen mit Katharina Fabricius das Standardwerk Soft Corals and Sea Fans, a comprehensive guide to the tropical shallow-water genera of the Central-West Pacific, the Indian Ocean and the Red Sea publiziert.

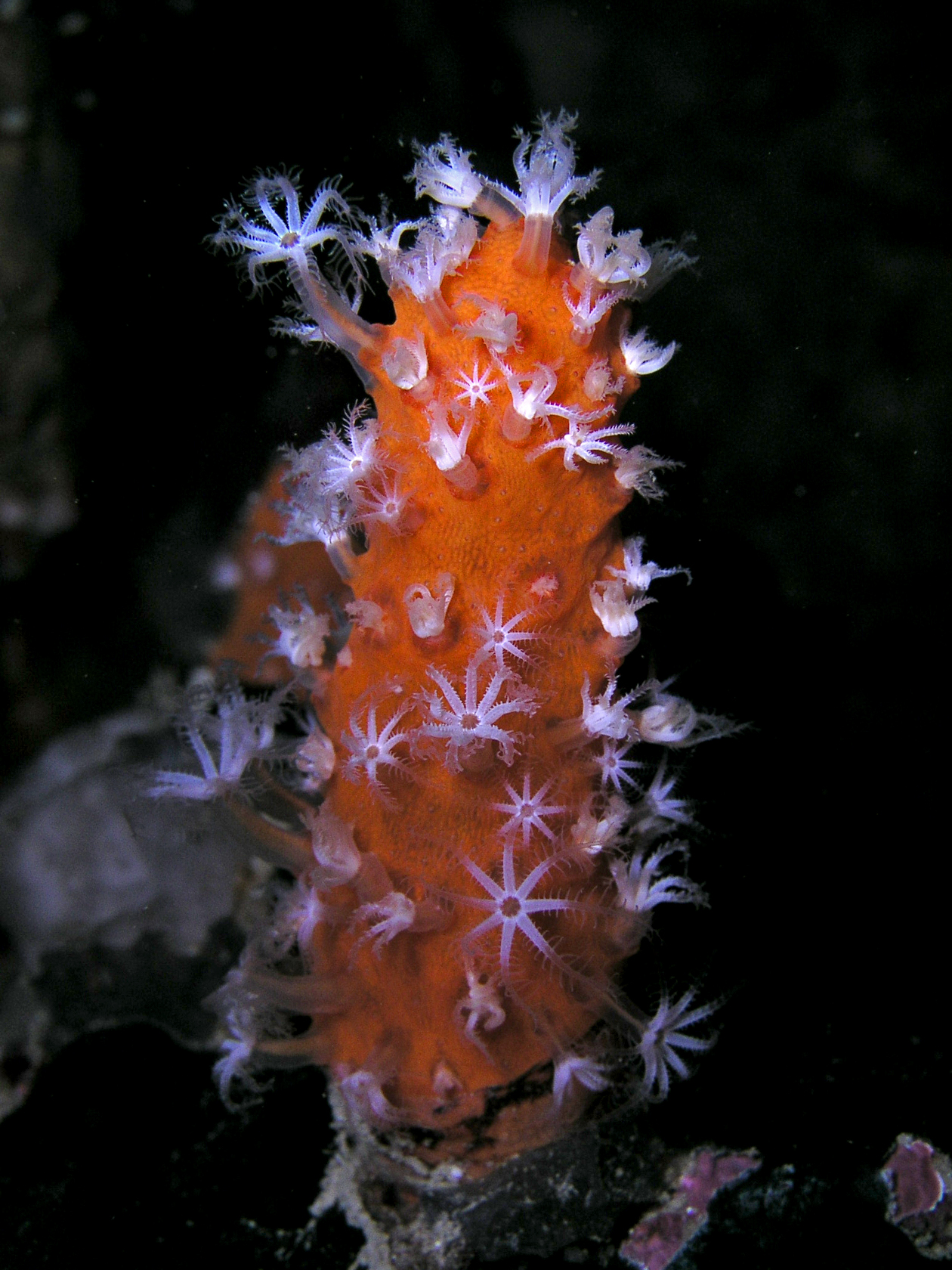
Paraminabea aldersladei

Die Weichkoralle Paraminabea aldersladei (Williams, 1992) und der Vielborster Alcyonosyllis phili Glasby & Watson, 2001, der als Kommensale auf der Gorgonie Melithaea flabellifera lebt, wurden zu Ehren Alderslades benannt. 2006 benannte Lisa-Ann Gershwin eine neue Gattung der Hydrozoen Aldersladia.

## Bibliographie
- Dampia pocilloporaeformis, a new genus and a new species of Octocorallia (Coelenterata) from Australia. In: The Beagle, Records of the Northern Territory Museum of Arts and Sciences. 1(4), 1983, S. 33–40.
- O. Antipatharia, and, Sub-Class Octocorallia. In: P. Mather, I. Bennett (Hrsg.): A Coral Reef Handbook. 2. Auflage. The Australian Coral Reef Society, Brisbane 1984.
- Redescription of Acrophytum claviger (Coelenterata: Octocorallia). In: The Beagle, Records of the Northern Territory Museum of Arts and Sciences. 2(1), 1985, S. 105–113.
- An unusual leaf-like gorgonian (Coelenterata: Octocorallia) from the Great Barrier Reef, Australia. In: The Beagle, Records of the Northern Territory Museum of Arts and Sciences. 3(1), 1986, S. 81–93.
- New species of the gorgonian genus Plumigorgia (Coelenterata: Octocorallia) with a review of the family Ifalukellidae. In: The Beagle, Records of the Northern Territory Museum of Arts and Sciences. 3(1), 1986, S. 95–122.
- A new species of Sinularia (Octocorallia: Coelenterata) from Western Australia, with extraordinary large sclerites. In: The Beagle, Records of the Northern Territory Museum of Arts and Sciences. 4(1), 1987, S. 85–94.
- Mopsea Lamouroux, 1816 (Cnidaria, Octocorallia): proposed designation of Isis encrinula Lamarck, 1815 as the type species. In: Bulletin of Zoological Nomenclature. 49(2), 1992, S. 104–108.
- O. Antipatharia, and, Sub-Class Octocorallia. In: P. Mather, I. Bennett (Hrsg.): A Coral Reef Handbook. 3. Auflage. Surrey Beatty and Sons, Chipping Norton, NSW 1993.
- A redescription of Alcyonium agaricum Stimpson with a generic placement in Sarcophyton (Coelenterata: Octocorallia). In: Precious Corals and Octocoral Research. 1, 1993, S. 20–29.
- A redescription of Anthomastus agilis Tixier-Durivault with a generic placement in Sinularia (Coelenterata: Octocorallia), and some remarks on Sinularia ramosa Tixier-Durivault. In: The Beagle, Records of the Museum and Art Gallery of the Northern Territory. 11, 1994, S. 133–139.
- P. Alderslade: Einführung in Die UnterKlasse Octocorallia. In: S. Fosså, A. Nilsen: Korallenriff-Aquarium. Band 4, Birgit Schmettkamp, Bornheim 1995.
- P. Alderslade: Introduction to the Octocorals. In: S. Fosså, A. Nilsen: The Modern Coral reef Aquarium. Volume 2, Birgit Schmettkamp, Bornheim 1998.
- Revisionary systematics in the gorgonian family Isididae, with descriptions of numerous new taxa (Coelenterata: Octocorallia). (= Records of the Western Australian Museum. Supplement No. 55). 1998, ISBN 0-7309-8986-0.
- Four new genera of soft corals (Coelenterata: Octocorallia), with notes on the classification of some established taxa. In: Zoologische Mededlingen. Leiden 74(16), 2000, S. 237–249.
- Gorgonians and soft corals, in Identification of specimens from the north west shelf and slope for the Australian Institute of Marine Science. Department of Aquatic Zoology, Western Australian Museum 2001.
- Six new genera and six new species of soft coral, and some proposed familial and subfamilial changes within the Alcyonacea (Coelenterata: Octocorallia). In: Bulletin of the Biological Society of Washington. 10, 2001, S. 15–65.
- P. Alderslade, J. Baxter: A new species of Sinularia (Coelenterata: Octocorallia) from Western Australia. In: Records of the Western Australian Museum. 13(2), 1986, S. 203–214.
- P. Alderslade, K. Muzik, Y. Benayahu: Report on the Unesco / Comar 1st Octocoral Research Workshop and Advanced Training Course. Phuket, Thailand, 30 November - 13 December, 1987. (= Marinf. 71). 1989, OCLC 33614920, S. 1–27.
- P. Alderslade, P. Shirwaiker.: New species of soft corals (Coelenterata: Octocorallia) from the Laccadive Archipelago. In: The Beagle, Records of the Northern Territory Museum of Arts and Sciences. 8(1), 1991, S. 189–233.
- L. P. Benayahu, L.P. van Ofwegen, P. Alderslade: A study of variation in two nominal species of Sinularia (Coelenterata: Octocorallia). S. Brassica May, 1898, and S. Dura (Pratt, 1903), with a proposal for their synonymy. In: Zoologische Verhandelingen. 323, 1998, S. 277–309.
- D. A. Bloom, J. W. Burnett, P. Alderslade: Partial purification of box jellyfish (Chironex fleckeri) nematocyst venom isolated at the beachside. In: Toxicon. 36 (8), 1998, S. 1075–1086.
- D. A. Bloom, J. W. Burnett, J. R. Hebel, P. Alderslade: Effects of verapamil and CSL antivenom on Chironex fleckeri (box-jellyfish) induced mortality. In: Toxicon. 37, 1999, S. 1621–1626.
- J. C. Coll, P. A. Leone, B. F. Bowden, A. R. Carroll, G. M. König, A. Heaton, R. De Nys, M. Maida, P.M. Aliño, R. H. Willis, R. C. Babcock, Z. Florian, M. N. Clayton, R. L. Miller, P. N. Alderslade: Chemical aspects of mass spawning in corals. ll. (-) -Epi-thunbergol, the sperm attractant in the eggss of the soft coral Lobophytum crassum (Cnidaria: Octocorallia). In: Marine Biology. 123, 1995, S. 137–143.
- F. B. Bowden, P. Alderslade u. a.: Studies of Australian soft corals. XLVII. New halogenated Briaran diterpenes from a Briareum species (Octocorallia, Gorgonacea). In: Australian Journal of Chemistry. 42, 1989, S. 1727–1734.
- K. Fabricius, P. Alderslade: Soft Corals and Sea Fans: A comprehensive guide to the tropical shallow water genera of the Central West Pacific, the Indian Ocean and the Red Sea. Australian Institute of Marine Science, Townsville 2001, ISBN 0-642-32210-4.
- M. Grasshoff, P. Alderslade: Gorgoniidae of Indo-Pacific reefs with descriptions of two new genera (Coelenterata: Octocorallia). In: Senckenbergiana biologica. 77(1), 1997, S. 23–25.
- S. M. Morrison, P. Alderslade: Part 3. Octocorals. In: Marine Biological Survey of the Muiron Islands and the Eastern Shore of Exmouth Gulf, Western Australia. Western Australian Museum, 1996.
- M. ten Lohuis, P. Alderslade, D. J. Miller: Isolation and cloning of DNA from somatic tissue of soft corals (Cnidaria : Octocorallia). In: Marine Biology. 104, 1990, S. 489–492.
- L. M. V. Tillekeratne, E. D. De Silva, M. P. D. Mahindaratne, F. J. Schmitz, S. P. Gunasekera, P. Alderslade: Xanthyletin and Xanthoxyletin from a gorgonian, Echinogorgia sp. In: Journal of Natural Products Chemistry. 52(6), 1989, S. 1303–1304.
- J. Verseveldt, P. N. Alderslade: Descriptions of Types and other Alcyonacean material (Coelenterata: Octocorallia) in the Australian Museum, Sydney. In: Records of the Australian Museum. 34(15), 1982, S. 619–647.
- C. Wallace, P. Alderslade, E. Lovell: Corals: Animal, Vegetable or Mineral? In: Reader’s Digest Book of the Great Barrier Reef. Reader’s Digest, Sydney 1984.
- J. W. Wells, P. N. Alderslade: The Scleractinian coral Archohelia living on the coastal shores of Queensland, Australia. In: Records of the Australian Museum. 32(5), 1979, S. 211–216.
- G. C. Williams, P. Alderslade: Revisionary Systematics of the Western Pacific Soft Coral Genus Minabea (Octocorallia: Alcyoniidae), with Descriptions of a Related New Genus and Species from the Indo-Pacific. In: Proceedings of the California Academy of Sciences. 51(7), 1999, S. 337–364.
- J. Wolstenholme, Z. D. Dinesen, P. Alderslade: Hard corals of the Darwin region, Northern Territory, Australia. In: J. R. Hanley, G. Caswell, D. Megirian, H. K. Larson (Hrsg.): Proceedings of the Sixth International marine Biological Workshop: The marine flora and fauna of Darwin Harbour Northern Territory, Australia. Museum and Art Galleries of the Northern Territory, Darwin 1997.